# Огинский, Анджей Игнацы
Князь Анджей Игнацы Огинский (13 апреля 1740 — 12 октября 1787) — государственный деятель Великого княжества Литовского, мечник великий литовский (1762—1771), референдарий великий литовский (1771—1773) и секретарь великий литовский (1773—1778), каштелян трокский (1778—1783) и воевода трокский (1783—1787), староста ошмянский (с 1756 года).

## Биография
Представитель старшей княжеской линии (ретовской ветви) магнатского рода Огинских герба «Брама». Старший сын каштеляна и воеводы трокского Тадеуша Франциска Огинского (1711—1783) от первого брака с Изабеллой Радзивилл (1711—1761).
В мае 1755 года князь Анджей Игнацы Огинский носил чин полковника. Весной 1756 года получил от своего отца во владение ошмянское староство. 4 ноября 1757 года заменил своего отца в надзоре за ошмянскими сеймиками. В октябре 1758 года — посол на сейм от Инфлянт. В 1760 году ковенский депутат Анджей Игнацы Огинский был избран маршалком Трибунала ВКЛ.
8 октября 1762 года получил звание мечника великого литовского (в награду за подпись в манифесте в защиту прав польского шляхтича Брюллова). В мае 1764 года Анджей Игнацы Огинский вступил в Варшаве в конфедерацию Чарторыйских. На коронационном сейме принес присягу на верность Станиславу Августу Понятовскому как новому королю Речи Посполитой. Был сторонником усиления королевской власти. В 1771 году получил должность рефендаря великого литовского, а в 1773 году был назначен секретарем великим литовским. В 1778 году Анджей Игнацы Огинский получил должность каштеляна трокского, в 1783 году был назначен воеводой трокским.
Избирался послом на сеймы в 1756, 1758, 1762, 1764 и 1776 (маршалок сейма) годах, депутатом в Трибунал Великого княжества Литовского в 1757 и 1760 (маршалок) годах.
На разделительном сейме 1773—1775 годов Анджей Игнацы Огинский при поддержке польского короля Станислава Августа Понятовского был назначен секретарем Постоянного Совета.
Участвовал в дипломатических миссиях в Санкт-Петербург (1769), Вену (1771) и Берлин.

## Семья
21 июля 1763 года женился на Паулине Шембек (ум. 1797), дочери старосты брест-куявского Марка Шембека и Ядвиги Рудницкой. До брака с Огинским Паулина Шембек была дважды замужем: за камергером королевским Целестином Лубенским и старостой гузовским Яном Проспером Потоцким. Дети:
- Михаил Клеофас Огинский (1765—1833), мечник великий литовский, подскарбий великий литовский
- Юзефа Огинская, 1-й муж староста дорсунский, князь Игнацы Огинский (1755—1787), 2-й муж Ян Лопацинский.